# Ендеберя Віктор Тихонович
Ендеберя Віктор Тихонович (01. 01. 1944, с. Никифорівка, нині Бахмутського району  Донецької області . – 01. 10. 2001, с. Черкаська Лозова Дергачівського району Харківської області ) – український  сатирик, гуморист.

## Життєпис
Народився Віктор Ендеберя в селі Никифорівка, нині Бахмутського  району Донецької області.  
Про своє незвичне прізвище пише в гумористично-автобіографічному етюді
|                   | І я вважаю, що прізвище моє – чистісінької води українське. На доказ цього… Пригадайте хоча б з усної народної творчості «Думу про козака Ганджу Андеберю». - Звісно, наше прізвище українське, плем’яш, - завжди неквапом викладав мені свій варіант версії прізвища дядько Степан. - А походить воно ні від чого іншого, як від слова – дебелий. Адже Ендебері, окрім тебе, пуголовка, звичайно, хлопці нівроку дебелі-таки. |
| — Віктор Ендеберя | |

Після закінчення середньої школи вступив  на агрономічний факультет до  Харківського сільськогосподарського  інституту  ім. В.В. Докучаєва, який закінчив в 1966 році. Працював на керівних посадах  у сільському господарстві.   
Віктор Тихонович до останнього не зраджує своїй першій професії агронома , бо,  як він любив повторювати:   
|                   | Тільки працюючи з людьми, слухаючи їх розповіді, часом веселі і дотепні, впевнений, що ніколи не вичерпаю запасу тем, котрі щодня занотовую до блокнота. |
| — Віктор Ендеберя | |

Раптово помер 1  жовтня 2001 року,  похований в селі Черкаська Лозова Дергачівського району Харківської області.

## Творчість
Віктор Ендеберя починає друкуватись з 1965 року,  дебютував 28 листопада у газеті  «Соціалістична Харківщина» з гуморескою "Паличка до нуля".  Згодом друкується в часописах «Перець», «Україна», «Прапор».       
Член Національної спілки письменників України   з 1978 року.
В доробку автора 16 збірок гумору і сатири. Перша збірка «Свати» вийшла друком в Києві 1974 року. Книги  виходять в світ  в популярній бібліотеці часопису  «Перець» та харківському видавництві «Прапор». Окремі твори перекладено російською та чеською мовами.     
Віктор Тихонович лауреат Літературної премії імені Остапа Вишні (1994).
Український гуморист-прозаїк Іван Сочинець так характеризує творчість автора:
|  | Віктор Ендеберя… здобував вищу агрономічну освіту. Отож сіяти, плекати, вирощувати для нього – діло звичне. І в гуморі він, на відміну від деяких колег по сатиричному цеху, захоплених синтетикою, любить сіяти і вирощувати живе, природне близьке людям слово. Теми і герої його невеличких новелок – невигадані й «не вимучені» уявою. Вони реальні. З міста й села, з виробництва й сім’ї. Ті що довкола нас. |

## Визнання
Лауреат Літературної премії імені Остапа Вишні (1994)

## Твори
Збірки сатири та гумору:
- Свати (1974)
- Генеральна репетиція: Гуморески. – Х.: Прапор, 1977. – 77 с.
- Щаслива пора (1978)
- Заєць на перелазі: Гуморески. – Х.: Прапор, 1980. – 97 с.
- Вічна ручка (1983)
- Два відра диму (1983)
- Безплатна стрижка: Гуморески. – Х.: Прапор, 1986. – 143 с.
- Два відра диму: Гуморески. – Х.: Прапор, 1988. – 143 с.
- Жертва традиції (1988)
- Перша заповідь (1989)
- Дострибався...: Гуморески. – Х.: Прапор, 1990. – 160 с.
- Сатира і гумор (1993)
- Витребеньки студентської юності (1994)
- Салага, або Тисяча й одна ніч... до дембеля: Повісті. – Х.: Майдан, 1997. – 295 с.
- Димар; Не від того: [Гуморески] // Україна. – 1982. – № 40. – С. 21.
- Сто: одна з робіт; А було ж...: [Гуморески] // Прапор. – 1984. – № 4. – С. 128.
- І коли?; У нашому місті: [Гуморески] // Прапор. – 1987. – № 2. – С. 190–191